# زمین گلف

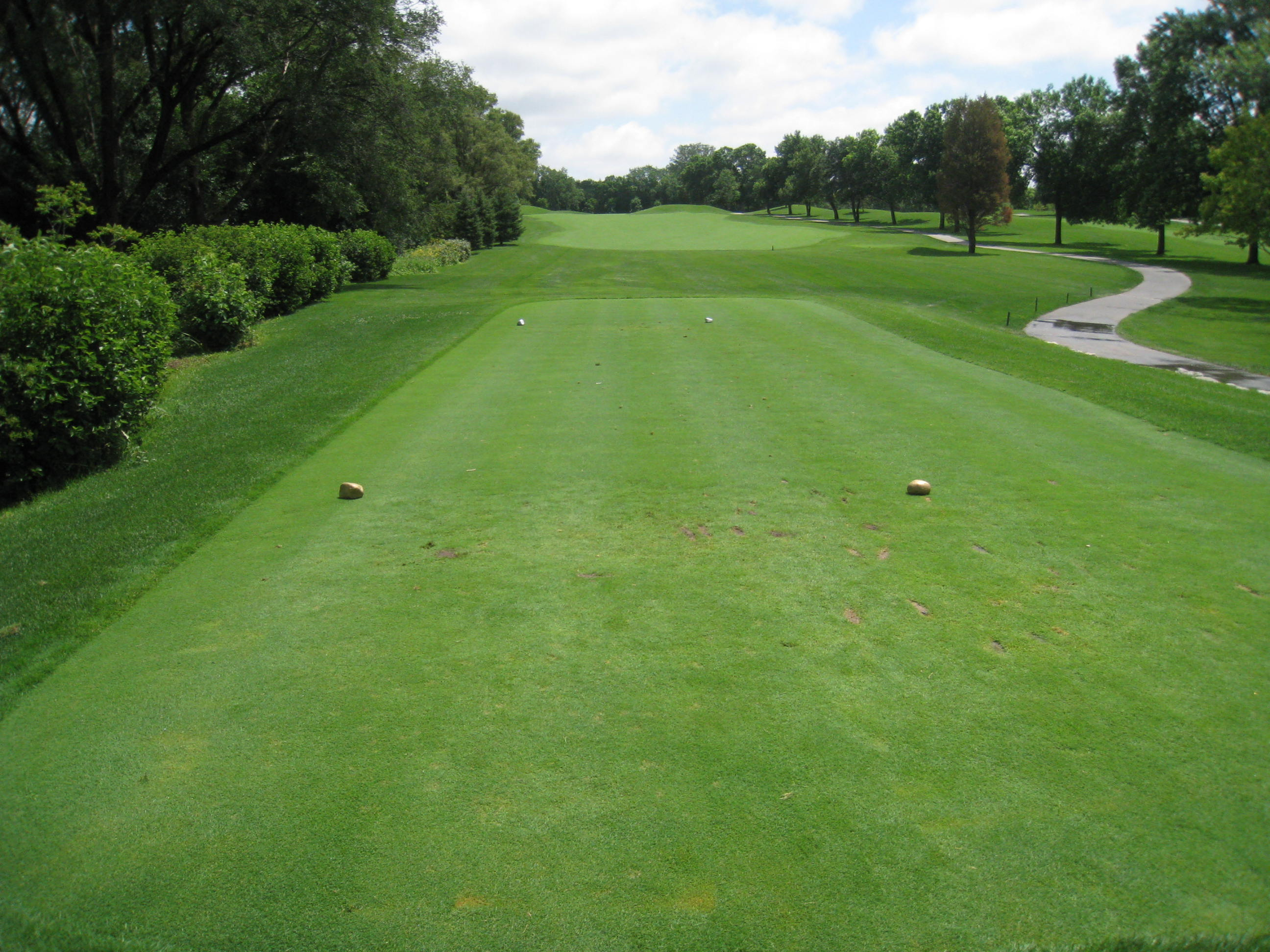
نمایی از یک زمین گلف.

زمین گُلف، زمینی چمن‌کاری شده و طراحی‌شده در فضای باز است که در آن بازی گُلْف انجام می‌شود. یک زمین استاندارد گُلْف داری ۱۸ حفره است، هر چند برخی زمین‌های گُلف کوچک‌تر دارای ۹ حفره هستند. فاصلهٔ حفره‌ها از نقطهٔ شروع از یکدیگر متفاوت و متغیر است و در حد فاصل بین این حُفره‌ها موانع گوناگونی از قبیل موانع آبی، شن‌زار و تپه‌های کوچک و بلند گنجانده و طراحی شده‌اند. یک زمین استاندارد گلف معمولاً حدود ۳۰ یا ۴۰ هزار متر مربع وسعت دارد.